# Estelle Cascino
Estelle Cascino (Marseille, 13 maart 1996) is een tennisspeelster uit Frankrijk. Zij begon op vijfjarige leeftijd met het spelen van tennis. Haar favoriete ondergrond is gravel. Zij speelt rechtshandig en heeft een tweehandige backhand. Zij is actief in het internationale tennis sinds 2010.

## Loopbaan
In 2010 speelde Cascino in haar geboorteplaats Marseille haar eerste prof-wedstrijd. In 2012 speelde zij haar eerste finale, die zij van Léa Tholey verloor.
In 2013 kreeg zij een wildcard voor het kwalificatietoernooi van Roland Garros, maar daar bleef zij in de eerste ronde steken tegen Darja Gavrilova. In 2019 kreeg zij samen met Elixane Lechemia een wildcard voor het dubbelspeltoernooi van Roland Garros, waarmee zij haar eerste grandslamwedstrijd speelde.
In 2021 stond Cascino voor het eerst in een WTA-finale, op het dubbelspeltoernooi van Limoges, samen met landgenote Jessika Ponchet – zij verloren van het koppel Monica Niculescu en Vera Zvonarjova. Door dit resultaat kwam zij binnen op de top 150 van de wereldranglijst van het dubbelspel.

## Posities op deWTA-ranglijst
Positie per einde seizoen:
| jaar | rang enkelspel | rang dubbelspel |
| ---- | -------------- | --------------- |
| 2011 | 797            | 1029            |
| 2012 | 1068           | –               |
| 2013 | 462            | 452             |
| 2014 | 533            | 564             |
| 2015 | 724            | 603             |
| 2016 | 505            | 691             |
| 2017 | 414            | 655             |
| 2018 | 532            | 497             |
| 2019 | 487            | 175             |
| 2020 | 462            | 219             |
| 2021 | 443            | 158             |
| 2022 | 584            | 118             |
| 2023 | 747            | 152             |

## Resultaten grandslamtoernooien
| Legenda | Legenda                          |
| ------- | -------------------------------- |
| g.t.    | geen toernooi gehouden           |
| l.c.    | lagere categorie                 |
| –       | niet deelgenomen                 |
| G       | uitgeschakeld in de groepsfase   |
| 1R      | uitgeschakeld in de eerste ronde |
| 2R      | uitgeschakeld in de tweede ronde |
| 3R      | uitgeschakeld in de derde ronde  |
| 4R      | uitgeschakeld in de vierde ronde |
| KF      | uitgeschakeld in de kwartfinale  |
| HF      | uitgeschakeld in de halve finale |
| F       | de finale verloren               |
| W       | het toernooi gewonnen            |
| w-v     | winst/verlies-balans             |

### Enkelspel
geen deelname

### Vrouwendubbelspel
| toernooi        | 2019 |    | 2021 | 2022 | 2023 |
| --------------- | ---- | -- | ---- | ---- | ---- |
| Australian Open | –    | –  | –    | –    |      |
| Roland Garros   | 1R   | 1R | 1R   | 1R   |      |
| Wimbledon       | –    | –  | –    | –    |      |
| US Open         | –    | –  | –    | –    |      |

## Palmares
| Legenda                 |
| ----------------------- |
| Grandslamtoernooi       |
| Olympische Spelen       |
| Year-End Championships  |
| Premier Mandatory       |
| Premier Five / WTA 1000 |
| Premier / WTA 500       |
| International / WTA 250 |
| Challenger / WTA 125    |

### WTA-finaleplaatsen enkelspel
geen

### WTA-finaleplaatsen vrouwendubbelspel
| nr.              | finale     | toernooi       | ondergrond    | partner         | tegenstandsters                  | score            |         |
| ---------------- | ---------- | -------------- | ------------- | --------------- | -------------------------------- | ---------------- | ------- |
| gewonnen finales |            |                |               |                 |                                  |                  |         |
| 1.               | 2025-07-26 | WTA Palermo    | gravel        | Feng Shuo       | Momoko Kobori Ayano Shimizu      | 6-2, 6-7, [10-7] | details |
| verloren finales |            |                |               |                 |                                  |                  |         |
| 1.               | 2021-12-19 | WTA Limoges    | hardcourt (i) | Jessika Ponchet | Monica Niculescu Vera Zvonarjova | 4-6, 4-6         | details |
| 2.               | 2022-05-08 | WTA Saint-Malo | gravel        | Jessika Ponchet | Eri Hozumi Makoto Ninomiya       | 6-7, 1-6         | details |
| 3.               | 2024-05-04 | WTA Saint-Malo | gravel        | Carole Monnet   | Amina Ansjba Anastasia Dețiuc    | 6-7, 6-2, [5-10] | details |